# Прапор Об'єднаних Арабських Еміратів
Прапор Об'єднаних Арабських Еміратів (араб. علم الإمارات العربية المتحدة) — один з офіційних символів Об'єднаних Арабських Еміратів. Затверджений 2 грудня 1972 року. До прапора входять панарабські кольори: червоний, зелений, чорний та білий і які символізують єдність усіх арабів.
Крім цього ці кольори на прапорі Об'єднаних Арабських Еміратів символізують:
- Зелений — родючу землю
- Білий — нейтралітет
- Чорний — достаток
- Червоний — єдність

## Прапори еміратів
Кожний з семи еміратів має всій власний прапор.
| Прапор | Затверджений | Використання   | Опис |
| ------ | ------------ | -------------- | --- |
|        | 1969 –       | Абу-Дабі       | Прапор являє собою полотнище червоного кольору з білим кантоном. Пропорції прапору: 1:2. |
|        | –            | Аджман         | Прапор являє собою полотнище червоного кольору з білою смугою, яка складає 1/4 ширини прапора. Пропорції прапору: 1:2.                                                                                 |
|        | –            | Дубай          | Прапор аналогічний прапору Аджману і являє собою полотнище червоного кольору з білою смугою, яка складає 1/4 ширини прапора. Пропорції прапору: 1:2.                                                   |
|        | 1975 –       | Фуджейра       | Прапором емірату є прапор ОАЕ, який складається з трьох рівнозначних горизонтальних смуг зеленого, білого та чорного кольорів, та однієї вертикальної смуги червоного кольору. Пропорції прапору: 1:2. |
|        | –            | Рас-ель-Хайма  | Прапор являє собою великий червоний прямокутник на білому тлі. Пропорції прапору: 1:2. |
|        | 1961 –       | Умм-ель-Кувейн | Прапор являє собою полотнище червоного кольору з білою смугою, яка складає 1/4 ширини прапора. На червоній частині прапора розташовані білі зірка та півмісяць. Пропорції прапору: 1:2.                |
|        | –            | Шарджа         | Прапор являє собою великий червоний прямокутник на білому тлі. Пропорції прапору: 1:2. |